# Miguel Antonio de Zumalacárregui e Imaz
Miguel Antonio de Zumalacárregui e Imaz (Idiazabal, Guipúscoa, 21 de febrer de 1773 - Madrid, 1 de maig de 1846) fou un polític liberal i jurista basc, germà gran del famós general carlí Tomás de Zumalacárregui.

## Biografia
Era fill de l'escrivà del municipi Francisco Antonio Zumalacárregui. Va tenir deu germans, el penúltim dels quals, Tomás, 15 anys més jove que ell, fou el famós organitzador i general de l'exèrcit carlí en la Primera Guerra Carlina. La figura de Tomás, mitificada al llarg del segle xix possiblement a causa de la seva prematura mort, acabaria eclipsant la del seu germà gran, que va ser una figura política notable en la primera meitat del segle xix, paradoxalment defensant idees antagòniques a les del seu germà menor.
Va estudiar filosofia i lleis a Còrdova, Sevilla i Osuna. En acabar els seus estudis va començar una carrera en l'administració de l'Estat. El 1797 va obtenir una plaça com a advocat a l'Audiència de Sevilla i el 1803 va ser nomenat Alcalde Major de l'Audiència d'Oviedo. Estant a Oviedo es va casar amb María Ventura de Larrea, minyona de la casa de Manuel Godoy, la qual cosa va poder afavorir el seu nomenament com a Oydor d'aquesta Audiència. No va tenir descendència amb María Ventura.
La Guerra del Francès el va sorprendre exercint aquest càrrec. Quan va començar l'aixecament contra els francesos va abandonar el seu càrrec i es va unir a la guerrilla que combatia als francesos a Astúries. Sembla que va tenir un paper rellevant en la presa d'Oviedo als francesos al maig de 1809, ciutat que tornaria a mans franceses un any més tard. Va ser comissionat per les Juntes de Defensa d'Astúries per acudir a Extremadura a la recerca d'ajuda militar del Marquès de la Romana i d'allí va marxar a Cadis on en 1810 s'estaven constituint les Corts de Cadis.

### Corts de Cadis
A Cadis hi va ser escollit representant provisional de la província de Guipúscoa. En estar Guipúscoa ocupada, van votar solament els guipuscoans que es va poder localitzar fora de les regions envaïdes. 140, dels quals 105 estaven a Cadis. 71 d'ells eren armers. Va ocupar el càrrec de diputat entre el 22 de setembre de 1810 i el 15 de gener de 1814.
Es va mostrar extremadament actiu com a diputat. Va ser un dels secretaris de les Corts, president de torn, i membre actiu de nombroses comissions. Durant les sessions va prendre la paraula sobre molts afers i el seu paper va ser bastant rellevant en la redacció de la Constitució espanyola de 1812. Una de les seves actuacions més ressenyables com a diputat va ser la defensa que va fer del general José Imaz, al que les Corts volien formar un consell de guerra per haver rendit als francesos la ciutat de Badajoz i la defensa de Bartolomé Gallardo, al que volien jutjar les Cort per injúries a l'Església a causa de la publicació d'un llibre. A les Corts de Cadis es va distingir com a liberal moderat. A la fi de 1812 es va reunir amb el seu germà Tomás, enviat pel líder guerriller guipuscoà Jáuregui per efectuar diverses gestions davant el govern.
També va ocupar la presidència de les Corts durant uns pocs dies des del 24 de gener de 1813 fins al 23 de febrer del mateix any. Durant el seu breu mandat es va aprovar la dissolució de la Inquisició.

### Repressió absolutista
Al començament de 1814 Zumalacárregui és acusat per certs diputats absolutistes de ser partícip d'una conspiració contra el rei Ferran VII. Marxa a Madrid on queda impossibilitat durant alguns mesos de participar en la vida política a causa d'una uretritis. Al maig de 1814 quan el rei suspèn les Corts de Cadis i restaura l'absolutisme, mana empresonar Zumalacárregui juntament amb altres polítics liberals que havien participat en aquestes Corts. Zumalacárregui va estar confinat durant any i mig en un hospital, a causa del seu delicat estat de salut. Va ser acusat de prendre mesures contra l'Església i el Rei durant el seu mandat a les Corts de Cadis i el fiscal va demanar deu anys de confinament. La seva actitud en defensa de Bartolomé Gallardo durant les Corts de Cadis va ser una de les principals causes de la seva processament. Finalment, el 1815 va ser absolt dels seus càrrecs, però va perdre els càrrecs públics que ocupava a Astúries, li va ser pagada únicament la meitat del sou que li corresponia i va ser bandejat a Valladolid. Va passar 5 anys sense poder exercir el seu ofici, fins que el 1820 el rei el va restituir en el seu càrrec d'Oydor, encara que continuà bandejat a Valladolid.

### Trienni Liberal
Quan Rafael de Riego realitza la proclama que comença el Trienni Liberal, Zumalacárregui es trobava a Valladolid. Va donar suport al pronunciament i va prendre part de la Junta Revolucionària. Després del triomf dels liberals, va marxar a Madrid i va tornar a la vida pública, sent nomenat a l'abril magistrat de l'Audiència de Madrid, i posteriorment membre del Tribunal Suprem. En les disputes internes que van tenir els liberals durant el Trienni Liberal, Zumalacárregui es va alinear amb els liberals moderats. Cal dir que era integrant de la Maçoneria, societat secreta en la qual estaven integrats els membres d'aquest grup. Malgrat els vaivens que es van produir per les lluites internes entre els liberals Zumalacárregui es va mantenir en aquests càrrecs fins a 1823 quan es va produir la invasió dels Cent Mil Fills de Sant Lluís. Va acompanyar al govern en la seva fugida cap al sud fins a arribar a Cadis, on van ser assetjats per les tropes invasores. Finalment es va rendir als francesos a l'octubre de 1823 i fou dels liberals que no van fugir a l'estranger sinó va romandre al país.

### Nova repressió absolutista
Zumalacárregui viuria a Cadis fins a 1829 de manera discreta. La raó que romangués a Cadis es va deure probablement al fet que la ciutat va estar ocupada per tropes franceses durant aquests anys i aquestes es mostraven més tolerants amb els liberals que els absolutistes espanyols. Per això no va sofrir presó durant aquests anys, encara que no va tenir llibertat de moviments.
A la mort de la seva dona el 1829 va intentar abandonar la ciutat, encara que només va poder fer-ho amb llibertat de moviments restringida. Va viure a Jerez de la Frontera, breument a Madrid i després a Chiclana de la Frontera. Aquesta situació va finalitzar a la mort de Ferran VII el 1833 que va obrir de nou les portes de l'administració pública als antics liberals.

### Guerres Carlines
El novembre de 1833 és nomenat Oydor de l'Audiència de Galícia i al febrer Oydor de l'Audiència de Burgos, recentment creada, que ell es va encarregar d'organitzar. En aquell moment havia esclatat ja la Primera Guerra Carlina, en la qual el seu germà Tomás va prendre un paper rellevant com a comandant en cap dels rebels carlins. Miguel Antonio va tractar d'atreure's al seu germà al bàndol d'Isabel II i per a això el va escriure, però tot intent fou en va. El 24 de juny de 1835 va morir el seu germà Tomás durant el Setge de Bilbao. Al setembre de 1835 Miguel Antonio fou nomenat magistrat del Tribunal Suprem d'Espanya i les Índies i a l'octubre de 1836 és escollit Diputat a les Corts Constitucionals en representació de Guipúscoa, territori que en aquell moment estava en la seva major part en mans dels carlins.
Durant el mes de febrer de 1837 va ser el president de les Corts. Com a liberal va ser un defensor de la modificació dels Furs bascos. Durant aquesta legislatura va recolzar com a diputat de Guipúscoa el trasllat de les duanes del riu Ebre a la costa i l'abolició de les Diputacions Forals, defensant d'aquesta manera els interès mercantils de la ciutat de Sant Sebastià en detriment dels de l'interior de la província. En 1837 i 1839 va ser reelegit novament Diputat a Corts per Guipúscoa exercint aquest càrrec fins al final de la Guerra carlina. Va ser elegit vicepresident de les Corts i va exercir la presidència interina diverses vegades. Va ser un dels integrants de la comissió foral que va aprovar la Llei del 25 d'octubre de 1839 que malgrat el Conveni de Bergara que havia posat fi a la Primera Guerra Carlina, modificava els aspectes referits dels Furs Bascos, afavorint els interessos mercantils de Bilbao o Sant Sebastià. El novembre de 1839 cessa com a diputat en acabar l'efímera 10a legislatura. Al començament de 1840 és nomenat alcalde de Sant Sebastià, càrrec en el qual va estar un any. Durant el seu mandat va estar la major part del temps a Madrid.

### Ministre
Al març de 1841 és nomenat magistrat i al maig Senador per la Província de Segòvia. Entre juny de 1842 i maig de 1843 va exercir el càrrec de Ministre de Gràcia en un gabinet de transició dirigit pel regent Baldomero Espartero. Les seves principals aportacions es van donar en l'agilitació dels judicis del procés de la Desamortització, que van accelerar aquest procés i a intentar que els jutges recolzessin a la reina, al regent i a la Constitució. La crisi deslligada arran del bombardeig de Barcelona per part d'Espartero va desembocar en una remodelació del gabinet en la qual Zumalacárregui va ser forçat a dimitir.
A partir de 1843 Zumalacárregui va estar retirat de la política i de la justícia, residint a Madrid. Va morir en 1846 d'una apoplexia.